# Myriotheca frascinea
Myriotheca frascinea là một loài dương xỉ trong họ Marattiaceae. Loài này được Poir. mô tả khoa học đầu tiên năm 1798.
Danh pháp khoa học của loài này chưa được làm sáng tỏ. 